# VVL
Il sistema Nissan Ecology Oriented Variable Valve Lift and Timing (conosciuto come VVL o NEO VVL) è un sistema sviluppato dalla Nissan, questo sistema funziona in modo simile al VTEC di Honda, variando la fasatura, la durata, l'apertura, tramite l'uso di valvole idrauliche, che permettono il passaggio d'utilizzo tra due diversi tipi di albero a camme.

## Caratteristiche
La caratteristica che lo differenzia dal sistema Honda è che il NEO VVL usa una gestione indipendente tra aspirazione e scarico, dove sulla SR20VE l'albero a camme d'aspirazione si commuta a 5000rpm, e l'albero a camme di scarico a 6500rpm, tuttavia quest'aspetto non è stato mantenuto nella più recente versione '20v'.

## Applicazioni
Il primo motore a utilizzare tale sistema è il SR20VE, di cui ci sono state due principali versioni di questo motore, dove la prima versione da 187 CV e 145 lb/ft, utilizzato da Nissan dal 1997 al 2001 su Nissan Primera, Nissan Bluebird e la Nissan Wingroad.
La seconda versione del motore, utilizzata nel 2001 su P12 Nissan Primera, motore capace di 204 CV, e 152 lb/ft, motore conosciuto come il SR20VE'20V', dove il '20V' non è da intendere comunemente come venti valvole, il nome '20V' è il nome del trim il livello di Nissan Primera che sia trovato in È anche una versione abbreviata del nome SR20VE, difatti questo motore ha 16 valvole.
Questo nuovo '20V' è l'unico motore di SR20 a ottenere un restyling della copertura della valvola e ridisegnato in alcune parti, come il collettore d'aspirazione, che ha più corridoi e un diametro più grande (70 millimetri contro i 60 millimetri del precedente SR20VE).